# المصابيح الحمراء (انتفاضة الملاكمين)

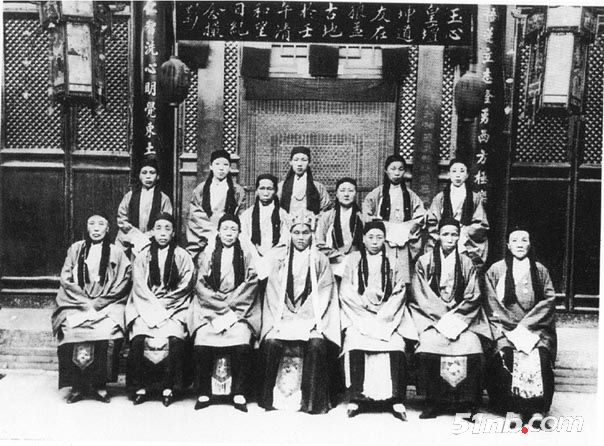

المصابيح الحمراء (بالصينية: 紅燈照)هي المجموعات النسائية المقاتلة المُنظَمَة بواسطة نساء قرويات لم يُسمح لهن بالانضمام إلى مجموعات الرجال ثورة الملاكمين عام 1900.
قال القرويون إن هؤلاء النساء يتمتعن بقدرات خارقة للطبيعة واستُدِعوا لأداء مهام لم يستطع الملاكمون الذكور القيام بها.
| النشاط          | 1890 – 1901      |
| الدولة          | امبراطورية تشينغ |
| الولاء          | الملاكمين        |
| التعاقدات       | تمرد الملاكمين   |
| القادة          |                  |
| القادة البارزون | لين هايير        |

## الخلفية التاريخية
على عكس متمردي التايبينج ولكن مثل العديد من الطوائف الشعبية الصينية مثل الطائفة البيضاء لوتس، تحظر ايدولوجية الملاكم الاتصال مع النساء. لم يسمح انضباط الملاكم بأشكاله الصارمة بالاتصال الجنسي بامرأة أو حتى النظر إليها خوفًا من أن تدمر الانثى الملوثة طقوس الحرمة.
ومع ذلك، نظمت النساء وحدات متوازية: المصابيح الحمراء (هونج دونج تشاو «المصابيح الحمراء الساطعة»، للنساء الأصغر سنًا، و«المصابيح الزرقاء» (لاندينغ تشاو) للنساء في منتصف العمر، و«المصابيح السوداء» (هايدنغ تشاو) للنساء المسنات.
تراوحت اعمار المصابيح الحمراء من اثنا عشر إلي ثمانية عشر.  ولم يضعن شعرهن بالطريقة التقليدية ولم يربطن أقدامهن. وأرتدوا معاطف، وسراويل، وقبعات، وأحذية حمراء وكل منهن تحمل مصباح أحمر. وأقتنعن بأنهن يستطعن القفز إلى الجنة عندما يلوحون إلى مشجعيهم الحمر.
أغنية شعبية:
يرتدي الجميع أحمر،
يحمل مصباح أحمر صغير
مع تلويح المعجبين
حتى يطيرون إلى الجنة.

## النشاط في عام 1900
يصعب الحصول على تقارير موثوقة لأنشطة المصابيح الحمراء. يتم ذكرهن في اثنين أو ثلاثة من الرويات حيث قدرتهن على المشي على الماء، والطيران، وإشعال النيران في بيوت المسيحيين، وإيقافهن لبنادقهم، وهذه القدرات لم يُطالب بها الملاكمون الذكور أنفسهم. ولكن السلوكيات الوحيدة الجيدة لنشاطاتهم الفعلية تأتي من معركة تيانسن، عند معالجة الجرحى من الملاكمين وقيامهن بالخياطة والتنظيف.
وامتلكن القدرة علي حماية الملاكمين اللذين يقاتلون الغزاة. وذكر أحد الملاكمين السابقين في تاريخ شفهي في الخمسينات من القرن الماضي أن «تلميذا لأخيه» أي زميل ملاكم «عقد قطعة حبل في يده.... وباشر القتال. كان الملاكمون يقاتلون في الأسفل بينما المصابيح الحمراء تراقب من أعلى، وتبدو معلقة في السماء، ولا تزيد عن بيضة دجاجة». أستطاعت هذه المصابيح الحمراء أن تطلق سيوفا عبر الهواء تطيح برؤوس الغزاة، وإزالة مسامير من المدافع الخاصة بهم. وعندما تقفن المصابيح الحمراء ثابته يستطعن إرسال أرواحهن إلى المعركة.
أشتهرت المصابيح الحمراء بقدرتها العلاجية. في الخمسينيات من القرن الماضى، روت إحدى المصابيح الحمراء السابقات في تاريخ شفهى آخر ل «تلميذة أخت» أكبر سنًا والتي يمكن أن تدخل في غيبوبه، وتصفق بيديها في إتجاه الشخص المريض، وتعالج المرض. واحدة أخرى من المصابيح الحمراء، وهى الأم المقدسة للوتس الأصفر، إشتهرت بقدرتها على التئام الجروح بنثْر المياه الصافية عليها وحتى إحياء الموتى بتدليك أجسادهم.